# 学びんピック
学びんピック（まなびんピック）は、2003年度から実施されている、文部科学省の学力向上アクションプランの一つである。学力向上アクションプランとして打ち出された施策としては、スーパーサイエンスハイスクールが有名。

## 目的
学びんピックは、学力の中でも特に最近の子どもに欠けていると指摘される学習意欲の低下への対応策の一つとして、小中高校生の大会参加を通じた学習意欲の向上を促すことを目的としている。民間の団体等が開催し、学校外の活動となる大会への小中高校生の参加を学力向上と結びつけた点が特徴的。文部科学省が民間の団体等が開催する大会を広報することで大会情報が入手しやすくなり、その結果、大会参加人数が増えるなどして、子どもたちがチャレンジする、自分の能力を最大限発揮するチャンスの増加が期待される。副次的効果として大会が活性化することにもつながる。

## 学びんピックの認定
現在、学びんピックとして、全国的規模の幅広いジャンルの大会が既に文部科学省から認定されている。2005年度大会として56大会が認定された。日本数学オリンピック、全国高校化学グランプリといった国際科学オリンピックの国内予選大会にもなっている大会から、プレゼンテーション、情報、環境といった最近注目される分野、あるいはまんが甲子園、俳句甲子園といった柔らかそうな大会まで幅広く対象としているのが特徴的。文化系の活動が対象であり、体育関係は対象から除かれている。
認定された大会は、文部科学省から各学校に配布された、ポスター、リーフレット等の学校や博物館等における掲示を通じて子どもや教師に対して広報される。また、大会の概要は、同時に学びんピックホームページにも掲載される。ホームページは大会紹介のポータルサイト的な役割を果たしており、携帯電話対応版もある。さらに、大会の最新情報や参加者の声を掲載したメールマガジンも毎月発刊されており、ホームページから無料で登録できる。
学びんピック認定大会は、石ノ森章太郎がデザインした生涯学習のマスコットマナビィをロゴマークとして使用される。
大会主催者が学びんピック大会としての認定を希望する場合は、ホームページ等で案内のある学びんピック募集に応募する必要がある。応募された大会は、ホームページで示されている基準をもとに、有識者で構成される委員会の審査を経て、年度ごとに文部科学省が認定する。

## 委員会
健全な学びんピック大会を運営するために、学びんピック委員会にて大会内容を審査し、文部科学省より認定される。認定大会名義やロゴマークを使用する際は登録書を提出することになっており、不正な営利目的には利用されない。
学びんピック事務局は、財団法人日本科学技術振興財団に置かれる。委員会の構成は次の通り。
- 委員長 - 市川伸一 東京大学大学院教育学研究科 教授
- 委員 - 太田篤 社団法人経済同友会 政策調査部 部長
- 委員 - 小栗洋 全国高等学校長協会 会長
- 委員 - 角田元良 全国連合小学校長会 会長
- 委員 - 平野啓子 かたりすと、テレビキャスター、武蔵野大学非常勤講師
- 委員 - 藤崎武利 全日本中学校長会 会長
- 委員 - 矢和多忠一 奈良県教育委員会 教育長
- 委員 - 吉田博彦 NPO法人教育支援協会 代表理事